# Irreligious
Irreligious är en skiva med Moonspell och är inspelad 1996.

## Låtlista
1. Perverse... Almost Religious
2. Opium
3. Awake
4. For a Taste of Eternity
5. Ruin & Misery
6. A Poisoned Gift
7. Subversion
8. Raven Claws
9. Mephisto
10. Herr Spiegelmann
11. Full Moon Madness